# Sujodilsk
Sujodilsk (en ucraniano: Суходільськ; en ruso: Суходольск, romanizado: Sujodolsk) es una ciudad ucraniana perteneciente al óblast de Lugansk. Situada en el este del país, hasta 2020 era parte del área municipal de Krasnodón, pero hoy es parte del raión de Dovyansk y del municipio (hromada) de Sorókine.
La ciudad se encuentra ocupada por Rusia desde la guerra del Dombás, siendo administrada como parte de la de facto República Popular de Lugansk.

## Geografía
Sujodilsk está 3 km al sur de Sorókine y 40 kilómetros al sureste de Lugansk.

## Historia
Antes de la revolución, el lugar de la moderna Sujodilsk era una estepa salvaje de los cosacos del Don. En 1914, debido a los depósitos de carbón existentes y la construcción de una estación de ferrocarril que conectaba con Járkov, se creó el pueblo de Verjnie-Duvanne (en ucraniano: Верхнє-Дуванне).
Durante la Segunda Guerra Mundial, Verjnie-Duvanne fue ocupada por la Alemania nazi y liberada el 14 de febrero de 1943 por el Ejército Rojo.
En 1972 recibió el nombre de Sujodilsk por la mina Sujodilska y el estatus de ciudad.
A partir de mediados de abril de 2014, debido a la guerra del Dombás, Sujodilsk estuvo controlada por la autoproclamada República Popular de Lugansk y no por las autoridades ucranianas.

## Demografía
La evolución de la población entre 1959 y 2022 fue la siguiente:
| 13 052                                                        | 27 051 | 28 382 | 23 642 | 22 282 | 21 324 | 21 061 | 20 805 | 20 662 | 20 390 |
| (Fuente: Cities & Towns of Ukraine y UKRAINE: Größere Städte) |        |        |        |        |        |        |        |        |        |

Según el censo de 2001, la lengua materna de la mayoría de los habitantes, el 92,4%, es el ruso; del 7,3% es el ucraniano.

## Economía
La minería del carbón es la actividad principal de Sujodilsk en manos de la empresa Krasnodonvujilia, que explota cuatro minas.

## Infraestructura

### Transporte
Desde Sujodilsk se puede llegar a Sorókine por la carretera nacional M04-E40. La estación de tren más cercana está en la actual Sorókine.